# Britisches Mandat Mesopotamien
Das Britische Mandat Mesopotamien (arabisch الانتداب البريطاني على العراق, DMG al-Intidāb al-Barīṭānī ʿalā l-ʿIrāq) war nach Artikel 22 ein Klasse-A-Mandat des Völkerbundes, das nach dem Zusammenbruch des Osmanischen Reiches infolge des Ersten Weltkrieges 1920 Großbritannien übertragen wurde. Die britische Militärbesatzung hatte die drei ehemals osmanischen Provinzen Bagdad (1918 besetzt), Basra (1914 besetzt) und Mossul (1918 besetzt) zur Occupied Enemy Territory Administration East (OETA East) zusammengefasst. Daneben bestanden die weiteren Besatzungszonen ehemals osmanischen Gebiets namens OETA North und die OETA South. 
Die Übergabe des Völkerbundsmandats für die OETA East beschlossen die auf der Konferenz von Sanremo am 25. April 1920 vertretenen Staaten. Frankreich erhielt das Völkerbundmandat für Syrien und Libanon für die OETA North zugesprochen. Faisal I., der im März 1920 in Damaskus zum syrischen König erklärt worden war, wurde von den Franzosen im Juli 1920 aus Syrien vertrieben. Die OETA South ging als Völkerbundsmandat für Palästina ebenfalls in britische Hände.
Die Zivilregierung des Nachkriegsiraks wurde ursprünglich vom Hohen Kommissar Sir Percy Zachariah Cox und seinem Vertreter Oberst Arnold Wilson geleitet. Nach der Ermordung eines britischen Offiziers in Nadschaf konnten die Briten trotz Repressalien die Ordnung nicht wiederherstellen. Aus den Hakkari-Bergen nördlich des Iraks und den Ebenen Urmias im Iran begannen Tausende Assyrer Zuflucht vor den türkischen Verfolgungen im Irak zu suchen. Das größte Problem aber war die wachsende Wut der irakischen Nationalisten, die sich wegen des Mandatsstatus um ihr Land betrogen fühlten. Die Nationalisten kamen früh zu der Einsicht, dass das Mandat nur ein Deckmantel für den Kolonialismus der Briten sei.

## Frühe Unruhen

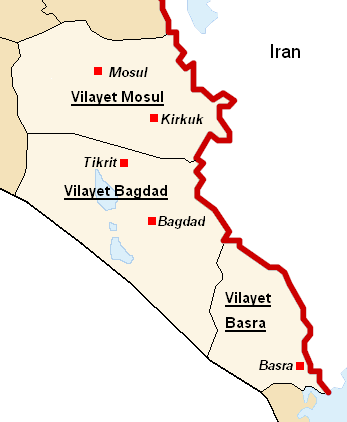
Die drei ehemals osmanischen Provinzen Bagdad, Basra und Mossul

Drei wichtige antikoloniale Geheimorganisationen wurden während der Jahre 1918 und 1919 im Irak gegründet. In Nadschaf organisierte sich die Jamiyat an-Nahda al-Islamiya (Die Liga für das islamische Erwachen). Die Al-Jamiya al-Wataniya al-Islamiya (Die muslimischnationale Liga) wurde mit der Absicht die Bevölkerung für einen großen Aufstand zu mobilisieren gegründet. Im Februar 1919 gründeten in Bagdad schiitische Kaufleute, sunnitische Lehrer und Behördenbedienstete, schiitische und sunnitische Ulema sowie irakische Offiziere die Haras al-Istiqlal (Die Wächter der Unabhängigkeit). Die Istiqlal-Gruppe hatte Mitglieder in den Städten Kerbela, Nadschaf, Kut und Hilla.
Der Großmudschtahid von Kerbela Imam Schirazi und sein Sohn Mirza Muhammad Riza begannen, den Aufstand zu organisieren. Schirazi verkündete dann in Fatwas, dass die Tolerierung der Herrschaft von Nichtmuslimen über Muslime dem islamischen Recht widerspreche. Er rief zum Dschihad gegen die Briten auf. Im Juli 1920 gab es in Mossul eine Rebellion gegen die britische Herrschaft, und dieser Aufstand weitete sich nach Süden ins Euphrattal aus. Die südlichen Stämme, die ihre politische Autonomie schätzten, konnten schnell überzeugt werden und schlossen sich dem Aufstand an. Sie arbeiteten jedoch nicht gemeinsam gegen die Briten und das hemmte die Wirkung des Aufstandes. Das Land befand sich für drei Monate in einem Zustand der Anarchie; die Briten konnten die Ordnung nur schwer und mit Hilfe von Bombenangriffen der Royal Air Force wiederherstellen.
Ath-Thawra al-Iraqiyya al-Kubra, oder die irakische Revolte gegen die Briten von 1920 war ein Wendepunkt in der modernen Geschichte des Iraks. Zum ersten Mal kamen Sunniten und Schiiten, Stämme und Städter für eine gemeinsame Sache zusammen. Nach der Meinung von Hanna Batatu, dem Autor einer bahnbrechenden Arbeit über den Irak, hing die Schaffung eines Nationalstaates im Irak von zwei wesentlichen Faktoren ab: Der Integration der Schiiten und Sunniten in das politische Wesen und der erfolgreichen Lösung der alten Konflikte zwischen den Stämmen und den Städten an den Flüssen und unter den Stämmen selber um die nahrungsproduzierenden Ebenen des Tigris' und des Euphrats. Die Rebellion von 1920 brachte diese Gruppen zusammen, wenn auch nur kurzzeitig. Dies stellte einen wichtigen ersten Schritt in dem langen und schweren Prozess dar, aus der irakischen konfliktgebeutelten Sozialstruktur einen Nationalstaat aufzubauen.

## Gründung des Königreiches
Auf der Konferenz in Kairo von 1921 bestimmten die Briten die Parameter für das irakische politische Leben, das bis zur Revolution des 14. Juli 1958 anhielt. Sie wählten den Haschimiten Faisal ibn Hussein, Sohn des ehemaligen Scherifen von Mekka Hussein ibn Ali, zum ersten König des Iraks. Sie bauten eine einheimische irakische Armee auf und sie handelten einen neuen Vertrag aus. Um Faisal als König zu bestätigten, wurde ein Plebiszit aus einer Frage durchgeführt. 96 Prozent stimmten für Faisal. Die Briten sahen in Faisal einen Führer, der genügend nationalistische und islamische Glaubwürdigkeit für eine breite Anerkennung hatte, aber der auch verletzlich genug war, um von ihrer Unterstützung abhängig zu sein. Faisal führt seinen Ursprung auf die Familie des Propheten Mohammed zurück. Seine Vorfahren hatten seit dem 10. Jahrhundert eine politische Autorität in den heiligen Städten Mekka und Medina. Die Briten glaubten, dass dies die traditionellen arabischen Standards für eine politische Legitimität befriedigte. Darüber hinaus dachten sie, dass Faisal von der wachsenden nationalistischen Bewegung wegen seiner Rolle in der Arabischen Revolte 1916 gegen die Türken, wegen seiner Errungenschaften als ein Führer der arabischen Unabhängigkeitsbewegung und wegen seiner Führungsqualitäten akzeptiert werden würde.
Die letzte große Entscheidung bei der Kairokonferenz hing mit dem neuen Anglo-Irakischen Vertrag von 1922 zusammen. Faisal stand durch die Nationalisten und antibritischen Mudschtahids aus Nadschaf und Karbela unter Druck, den Einfluss der Briten im Irak und die Dauer des Vertrages zu kürzen. Wissend, dass die Monarchie von britischer Unterstützung abhing und mit dem Wunsch, den Vorfall in Syrien nicht zu wiederholen, führte Faisal eine moderate Annäherung an die Briten durch. Der 20-jährige Vertrag, der im Oktober 1922 ratifiziert wurde, sagte, dass der König britische Ratschläge in allen Angelegenheiten, die britische Interessen tangierten, und in der Finanzpolitik achten solle, solange wie der Irak ein Zahlungsbilanzdefizit mit Britannien hat, und er sagt, dass britische Beamte in spezifische Posten in allen 18 Ministerien ernannt werden und diese als Aufseher und Inspektoren fungieren. Ein späteres Finanzabkommen, das die finanzielle Bürde des Irak merklich steigerte, nötigte den Irak die Hälfte aller Kosten der britischen Beamten zu zahlen. Britische Verpflichtungen schlossen mit dem neuen Vertrag verschiedene Hilfen ein, beispielsweise Militärhilfe und die Unterstützung für einen frühen Beitritt des Iraks zum Völkerbund. Im Endeffekt machte der Vertrag den Irak politisch und wirtschaftlich von Britannien abhängig. Während er unfähig war den Vertrag zu verhindern, fühlte Faisal klar, dass die Briten in ihren Versprechungen gegenüber ihm zurückgingen.
Am 1. Oktober 1922 wurde die Royal Air Force im Irak als RAF Iraq Command reorganisiert, das die Kontrolle über alle britischen Kräfte im Königreich hatte.
Die britische Entscheidung auf der Kairokonferenz, eine einheimische irakische Armee aufzubauen, war wichtig. Im Irak als auch in anderen Entwicklungsländern war die Armee die am besten organisierte Einrichtung im sonst schwachen politischen System. Deswegen konnte das Militär mehr Macht und Einfluss erlangen, während das politische System unter großem politischen und wirtschaftlichen Druck während der Dauer der Monarchie stand. Weil die Offiziere in der neuen Armee notgedrungen Sunniten, die unter den Osmanen dienten, waren und die unteren Ränge größtenteils mit Schiiten besetzt wurden, konnte die sunnitische Vorherrschaft im Militär aufrechterhalten werden.

## Ölkonzession
Vor dem Zusammenbruch des osmanischen Reiches hatte die britisch kontrollierte Turkish Petroleum Company (TPC) Konzessionsrechte im Vilâyet Mossul. Nach dem Sykes-Picot-Abkommen von 1916, das zwischen Britannien und Frankreich vereinbart wurde und die zukünftige Kontrolle über den Nahen Osten bestimmte, würde das Gebiet unter französischen Einfluss fallen. Aber 1919 zog Frankreich gemäß dem Long-Berenger Abkommen ihren Anspruch über Mossul zurück. Das Abkommen von 1919 sicherte Frankreich als Entschädigung 25 Prozent an der TPC zu.
1923 beginnend führten britische und irakische Unterhändler bittere Verhandlungen über neue Ölkonzessionen. Das große Hindernis war das Beharren des Iraks auf eine 20-prozentige Beteiligung an dem Ölunternehmen; dieser Anteil war in der ursprünglichen TPC Konzession für die Türken bestimmt und wurde nach San Remo den Irakern zugesprochen. Am Ende willigten die irakischen Unterhändler entgegen starken nationalistischen Widerständen gegen diese Konzession der Vereinbarung ein. Der Völkerbund sollte bald über den Status Mossuls abstimmen und die Iraker befürchteten, dass das Gebiet ohne britische Hilfe an die Türkei fallen würde. Im März 1925 wurde ein Abkommen abgeschlossen, das keine der irakischen Forderungen enthielt. Die TPC – jetzt IPC – bekam eine vollständige Konzession für einen Zeitraum von 75 Jahren zugesichert.

## Spätere Jahre des Mandates
Mit der Unterzeichnung des Anglo-Irakischen Vertrages und der Lösung der Mossul-Frage gewann die irakische Politik neue Dynamik. Die aufkommende Klasse der sunnitischen und schiitischen tribalen landbesitzenden Scheichs konkurrierten mit reichen und angesehenen städtischen sunnitischen Familien und osmanisch erzogenen Armeeoffizieren und Bürokraten um die Macht. Weil die neulich aufgebauten politischen Institutionen das Werk einer ausländischen Macht waren, und weil das Konzept einer demokratischen Regierung keinen Vorläufer in der irakischen Geschichte hatte, fehlte es den Politikern in Bagdad an Legitimität und es entwickelte sich keine tief verwurzelte Wählerschaft. Trotz einer Verfassung und eines gewählten Parlamentes, war die irakische Politik dadurch mehr eine wechselnde Allianz zwischen wichtigen Persönlichkeiten und Cliquen als eine Demokratie im westlichen Sinn. Das Fehlen von weit verbreiteten politischen Institutionen verhinderte das Eindringen der jungen nationalistischen Bewegung in die Sozialstrukturen des Iraks.
Der neue Anglo-Irakische Vertrag wurde im Juni 1930 unterzeichnet. Er bot eine „Enge Allianz, Volle und offene Konsultationen zwischen den zwei Ländern in allen Fragen der Außenpolitik“ und „Beidseitigen Beistand im Kriegsfall“. Der Irak gewährte den Briten die Nutzung der Luftstützpunkte in der Nähe Basras und bei al-Habbaniyya und das Recht des Durchmarsches der Truppen durch das Land. Der auf 25 Jahre abgeschlossene Vertrag sollte mit dem Eintritt des Königreiches Irak in den Völkerbund gültig werden. Das geschah am 3. Oktober 1932.